# Triplostephanus elliscrossi
Triplostephanus elliscrossi is een slakkensoort uit de familie van de Terebridae. De wetenschappelijke naam van de soort is voor het eerst geldig gepubliceerd in 1979 door Bratcher.